# Estació de Magòria - la Campana
Magòria La Campana és una estació de la línia 8 i de la xarxa de Ferrocarrils de la Generalitat de Catalunya (FGC) que pertany a les línies S3, S4, S8, S9, R5, R6 de la Línia Llobregat-Anoia, situada sota la Gran Via al districte de Sants-Montjuïc de Barcelona, a prop de l'antiga estació de la Magòria.
L'estació es va inaugurar el 1997, quan es va desdoblar el túnel de via única entre l'estació de Plaça d'Espanya i l'estació d'Ildefons Cerdà.
| Línia Llobregat-Anoia de FGC |                         |                     |                |                                |
| Procedència/Destinació       | <                       | Línia               | >              | Procedència/Destinació         |
| Barcelona - Pl. Espanya      | Barcelona - Pl. Espanya |                     | Ildefons Cerdà | Molí Nou \| Ciutat Cooperativa |
| Barcelona - Pl. Espanya      | Barcelona - Pl. Espanya | Can Ros             | Ildefons Cerdà |                                |
| Barcelona - Pl. Espanya      | Barcelona - Pl. Espanya | Olesa de Montserrat | Ildefons Cerdà |                                |
| Barcelona - Pl. Espanya      | Barcelona - Pl. Espanya | Martorell Enllaç    | Ildefons Cerdà |                                |
| Barcelona - Pl. Espanya      | Barcelona - Pl. Espanya | Quatre Camins       | Ildefons Cerdà |                                |
| Barcelona - Pl. Espanya      | Barcelona - Pl. Espanya | Manresa Baixador    | Ildefons Cerdà |                                |
| Barcelona - Pl. Espanya      | Barcelona - Pl. Espanya | Igualada            | Ildefons Cerdà |                                |

## Accessos
- Gran Via de les Corts Catalanes